# Vasile Iașinschi
Vasile Iașinschi (n. 17 decembrie 1892, Burla, județul Rădăuți – d. 3 noiembrie 1978, Madrid, Spania) a fost unul din liderii Mișcării Legionare - comandant legionar și ministru -, de profesie farmacist.

## Biografie
Studiile superioare le-a urmat la Cernăuți și Iași, unde a fost președinte al societății "Avram Iancu".
Iașinschi a aderat la Mișcarea Legionară de la începuturile ei, după ce îl contactase pe Corneliu Zelea Codreanu.
La 27 august 1922 a înființat la Rădăuți farmacia "Izvorul sănătății", singura farmacie românească din Bucovina.
A publicat "Garda Bucovinei", periodic apărut la Radăuți cu începere din 1926.
În perioada coguvernării legionare, Iașinschi a fost ministru al muncii, sănătății și ocrotirilor sociale. 

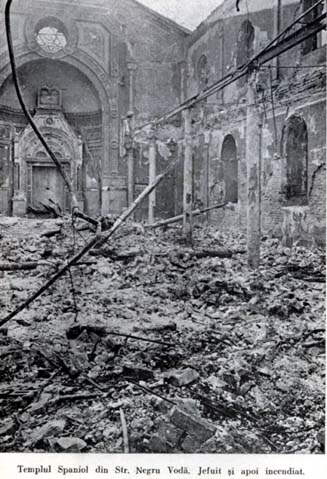

În timpul Pogromului de la București, Iașinschi a ordonat incendierea cartierelor evreiești și, când un fruntaș legionar a încercat să anuleze ordinul, pentru a evita un incendiu general al orașului, Iașinschi i-a spus: „E prea târziu, incendiatorii au ieșit la drum”.
În perioada 1941-1944 a fost deținut în lagărele germane (la Berkenbrück și Buchenwald).
A fost ministru de interne și al muncii în guvernul legionar de la Viena (decembrie 1944 - mai 1945). Ca urmare a unui memoriu înaintat în 1946 administrației militare americane din Austria de foști membri ai acestui efemer “guvern național român” de la Viena, Iașinschi a fost internat în lagărul american de prizonieri de la Glasenbach (Austria), împreună cu alți legionari. Au fost eliberați la sfârșitul procesului de la Nürnberg (1 octombrie 1946).
În primii ani de exil a fost adjunct al lui Horia Sima.
În urma Procesului criminalilor de război (București, 6-17 mai 1947) Tribunalul Poporului l-a condamnat la moarte în contumacie prin hotarârea nr. 17 din 17 mai 1947.
În 1951 a fost coordonatorul ediției întitulate Circulări, scrisori, sfaturi, gânduri, Madrid (93 pagini). A publicat anul următor, la Barcelona, lucrarea Los legionarios rumanos Motza y Marin. În 1952 a fost directorul publicației legionare "Libertatea" din Madrid.
În anii 1953-1954 a participat la reorganizarea Mișcării Legionare în exil. În 1954 au fost înființate organele de conducere, Consiliul Conducător și Consiliul Legiunii. Iașinschi a fost membru al Consiliului Conducător, ulterior având și funcția de președinte al Consiliului Legiunii (până la moartea sa, la 3 noiembrie 1978.